# Лахмай, Николай Петрович
Никола́й Петро́вич Лахмай (рум. Nicolai Lahmai; род. 14 сентября 1973) — молдавский футболист, который выступал на позиции защитника, затем стал тренером. Помощник главного тренера эстонского клуба «Феникс».

## Карьера

### Игрока
Заниматься футболом начал в 1980 году при СДЮШОР «Нистру», где играл до 1991 года. В 1994 году сыграл за украинскую команду «Энергетик» города Нетишин, а в 1995 году сыграл в Первой лиге Украины за команду «Ратуша» города Каменец-Подольский. С 1996 по 2001 год играл в высшей лиге Молдавии за команду «Олимпия», а в 2001 года за «Хэппи Энд».

### Тренера
В 1996 году закончил Каменец — Подольский Педагогический Институт по специальности «учитель физической культуры, тренер по футболу».
Николай Лахмай начал тренерскую карьеру в 2004 году в РСДЮШОР города Кишинёв, где проработал до 2013 года. После этого перешел в футбольную академию «Зимбру», в которой тренировал ребят 2000 года рождения.
С января 2021 года стал помощником главного тренера в клубе «Вентспилс», а в апреле был назначен исполняющим обязанности главного тренера.
С мая 2021 года стал работать помощником главного тренера эстонского футбольного клуба «Феникс», где одновременно руководит командой до 15 лет. С осени 2021 года помощник тренера футзальной команды «Феникс» в высшей лиге Эстонии.

## Достижения тренера
- Серебряный призёр второй лиги Эстонии (1): 2023
- Серебряный призёр женской второй лиги Эстонии (1): 2023

### Футзал
- Финалист кубка Эстонии (2): 2022/23[5], 2023/24
- Финалист Суперкубка Эстонии (1): 2023